# Madera para la construcción

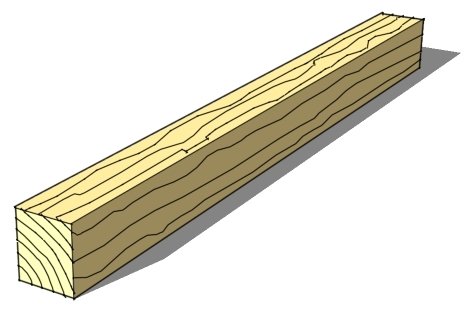
Madera aserrada para la obra.

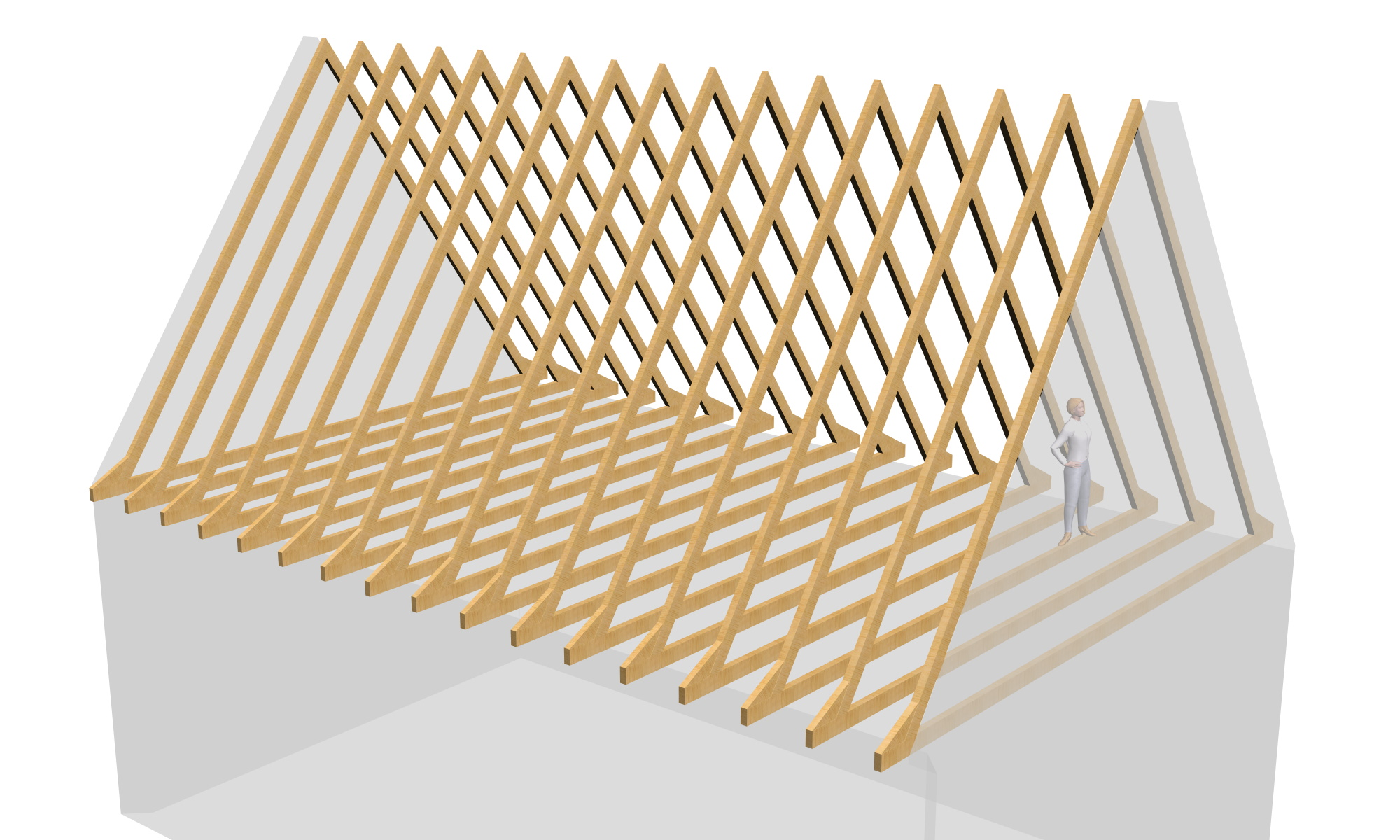
Uso típico de madera para la construcción: cubierta de cabios con vigas de madera.

La madera para la construcción consiste en piezas de dicho material  que se ha transformado en elementos constructivos tanto para acabados como para elementos estructurales (vigas, soportes, viguetas, etc.), en una etapa en el proceso de producción de madera natural.
La madera puede suministrarse aserrada o cepillada en una o más de sus caras. Además de la madera para pasta, la madera en bruto es la materia prima para la fabricación de muebles y la fabricación de otros artículos que requieren corte y conformación. Está disponible en muchas especies, incluidas las maderas duras y blandas, como el pino blanco y el pino rojo, debido a su bajo costo.
La madera terminada se suministra en tamaños estándar, principalmente para la industria de la construcción, principalmente madera blanda, de especies de coníferas, incluidos pino, abeto y abeto (colectivamente abeto-pino-abeto ), cedro y cicuta, pero también madera dura, para alta calidad. piso. Es más común fabricarla con madera blanda que con maderas duras, y el 80% de la madera aserrada proviene de madera blanda.

## Materiales derivados de la madera
Se distinguen varios productos derivados de la madera natural para su uso en estructuras de edificación:
- Madera aserrada: consiste en piezas de madera, directamente aserrada del tronco del árbol, sin una producción posterior. El tamaño de las piezas se ve limitado por el tamaño de la especie utilizada.
- Tableros de madera que se producen con la trituración de la madera y su posterior unificación, a través de diversos métodos. Los ejemplos son: madera contrachapada, tableros de partículas, tableros OSB o tabiques, placas MDF.
- Madera laminada y encolada (MLE) pero es más conocida por sus sigas en inglés (GL) se produce por corte del tronco en listones que posteriormente se pegan formando vigas, soportes, etc. De esta manera el tamaño de las piezas puede ser mayor e incluso en el proceso se pueden obtener piezas con cierta curvatura.
- Madera contralaminada (CLT): se produce de manera análoga a la anterior pero se pegan en capas horizontales de direcciones contrapeadas. Se consiguen tableros de gran espesor que se utilizan como forjados en edificios
- Tablero de madera microlaminada (LVL por sus siglas en inglés de Laminated Veneer Lumber): se compone de varias capas de chapa extraídas del corte del tronco tipo desenrollo.

La tecnología de la madera está en desarrollo y pueden surgir nuevos productos.

## Normas
Para la madera empleada en la construcción hay diferentes normas relevantes:

### Normas EN
- EN 1995-1-1:2010-12 Cumple con la Norma europea EC5 y es sólo en relación con las normas nacionales correspondientes.
  - DIN EN 1995-1-1/NA:2010-12. Y reemplaza a la norma DIN 1052:2008-12
- EN 338:2003 Madera con fines de carga
- EN 1194:1999 Madera laminada encolada – clasificación de la resistencia y determinación de los valores característicos

### Normas DIN (Alemania)
- La norma DIN 1052:2008-12 Cálculo y dimensionamiento de elementos para la edificación Generales, las reglas de dimensionamiento y reglas de dimensionamiento para la construcción de Edificios.
- DIN 4074:
  - DIN 4074-1 (2003-06) Clasificación de la madera según su capacidad de carga.
  - DIN 4074-5 (2003-06) Clasificación de la madera según la capacidad de carga.
- DIN 68252-1 Términos de la madera serrada, la forma y dimensiones.

### Normas Españolas
- CTE-DB-SE-M Código Técnico de España, Documento básico de Seguridad Estructural, Madera.

## Defectos en la madera
Los defectos que ocurren en la madera aserrada se agrupan en las siguientes cuatro divisiones:

### Conversión
Durante el proceso de conversión de madera a forma comercial, pueden ocurrir los siguientes defectos:
- Marca de viruta: este defecto está indicado por las marcas o signos colocados por virutas en la superficie acabada de la madera.
- Veta diagonal: aserrado inadecuado de la madera
- Grano desgarrado: cuando se hace una pequeña abolladura en la superficie terminada debido a la caída de alguna herramienta.
- Disminución: presencia de superficie redondeada original en el producto terminado.

### Defectos debidos a hongos y animales
Los hongos atacan la madera cuando están presentes todas estas condiciones:
El contenido de humedad de la madera es superior al 25% en peso seco.
El ambiente es suficientemente cálido
Hay oxígeno (O2 ) presente
La madera con menos del 25% de humedad (peso seco) puede permanecer libre de descomposición durante siglos. De manera similar, la madera sumergida en agua no puede ser atacada por hongos si la cantidad de oxígeno es inadecuada.
Defectos de la madera producidos por hongos:
- Mancha azul
- Podredumbre marrón
- Podredumbre seca
- Pudrición del corazón
- Mancha de savia
- Podredumbre húmeda
- Podredumbre blanca

A continuación se muestran los insectos y moluscos que suelen ser responsables de la descomposición de la madera:
- Escarabajos de madera
- Perforadores marinos (Barnea similis)
- Teredos (Teredo navalis)
- Termitas
- Hormigas carpinteras
- Abejas carpinteras

### Fuerzas naturales - deformación
Hay dos fuerzas naturales principales responsables de causar defectos en la madera: crecimiento anormal y ruptura de tejidos. La rotura del tejido incluye grietas o hendiduras en la madera. "Falla del anillo" es cuando la veta de la madera se separa alrededor de los anillos de crecimiento, ya sea mientras está de pie o durante la tala. Los batidos pueden reducir la resistencia de una madera y la apariencia, por lo tanto, reducir la calidad de la madera y pueden capturar la humedad, promoviendo la descomposición. La cicuta oriental es conocida por tener fallas de tipo hendiduras o grietas de los anilos. Una grieta en la superficie de la madera es causada por el encogimiento de la parte exterior de la madera a medida que envejece. Las grietas pueden extenderse a la médula y sigue el grano. Al igual que los batidos, las grietas pueden retener el agua y promover la pudrición. Una "hendidura" atraviesa toda la madera. Las grietas y rajaduras ocurren con mayor frecuencia en los extremos de la madera debido al secado más rápido en estos lugares.

### Curado
El curado de la madera aserrada se suele secar al aire o al horno. Los defectos debidos al secado son la principal causa de fracturas, arcos y panales. El proceso de secado de la madera permite eliminar la humedad contenida en las paredes de las celdas de madera para producir madera curada.

## Material resistente al fuego
La madera resiste el fuego mejor que otros materiales, sin embargo, puede propagar el fuego de forma natural a diferencia de otros materiales como el hormigón, el acero o la tierra. Cuando el refuerzo del hormigón armado se deforma y hace que la estructura se vuelque, la madera maciza se quema solo 0,7 mm por minuto (4,2cm por hora) y la capa carbonizada forma una protección para el núcleo de madera. No se expande y la estructura permanece estable, incluso si el fuego dura mucho tiempo. Además, los bomberos suelen decir que la madera tiene "la elegancia de prevenir" antes de ceder, se agrieta, a diferencia de un marco de metal, lo que les da tiempo para salir. Sin embargo, la madera, como material de construcción, se abandonó con el tiempo en las ciudades debido a su facilidad para propagar incendios, a menudo después de eventos dramáticos, incluido el Gran Incendio de Londres. Este defecto también explica el escaso número de casas antiguas de madera que quedan en la actualidad.
La temperatura de ignición de la madera (es decir, la temperatura que debe alcanzarse para que se encienda) es 250 °C para la mayoría de las maderas blandas y 350 °C para las maderas duras.
La madera es combustible pero su combustión es muy predecible y sigue un comportamiento más o menos lineal:
se conocen las reducciones en la resistencia (aproximadamente 50% a 150 °C ) y rigidez (20 a 50% a 150 °C dependiendo de la tensión);
se conoce la velocidad de combustión (0,5 a 0,9 mm por minuto según la especie de madera) y la capa carbonizada es aislante y protege la madera aún no alcanzada.
En esta capa, el flujo de calor se reduce a más de la mitad. La madera es un mal conductor del calor y no se expande mucho. Después de un incendio, debajo de su superficie carbonizada, la madera restante conserva, por lo tanto, una cierta capacidad de carga. Así, una estructura adecuadamente dimensionada podrá ofrecer la resistencia al fuego deseada.
Durante un incendio, los humos producidos no son particularmente tóxicos, a diferencia de otros materiales como la carpintería de PVC que al quemarse emiten ácido clorhídrico , o aislantes de poliuretano que, a su vez, producen agua. ' Ácido cianhídrico .
Por otro lado, los paneles hechos de materiales a base de madera emiten concentraciones significativas de formaldehído .
Sin embargo, el principal problema es que la madera es un combustible de modo que arde y puede propagar el fuego. Debido a esto, se prohibió su uso en construcción en ciertas ciudades tras los incendios Cronología de los grandes incendios en particular en Londres: Gran incendio de Londres. Otros materiales,  como el acero o el hormigón no son combustibles, sin embargo el acero pierde sus cualidades resistentes con el aumento de la temperatura de ahí la necesidad de protegerlo. El hormigón es un material pétreo por tanto no arde ni pierde resistencia.
Hoy en día se conoce mejor el comportamiento ante incendio de la madera y como dimensionar los elementos estructurales realizados con este material. Se conoce que debido a su baja conductividad térmica, la madera quemada protege a la interior del aumento de temperatura. Esto, junto con el desarrollo de la tecnología para poder elaborar piezas de gran tamaño y su gran cualidad como material que  no solo no produce CO2 sino que lo absorbe, lo ha elevado a un material en auge para construcciones convencionales y para edificios en altura.
En cualquier caso hay que hacer un estudio específico sobre el comportamiento ante incendio de un material acorde al edificio en el que se vaya a emplear por parte de un técnico especializado.

## Características como aislante térmico
Sergei Prokoudin-Gorski , Isba en la aldea de Martyanova, Rusia, 1910
Fachada en tavaillons ( Haut-Jura , Francia)
La conductividad térmica del abeto, por ejemplo, es media (λ = 0,11  W /( m K ) pero, sin embargo, quince veces menor que la del hormigón y cuatrocientas veces menor que la del acero. Sin embargo, la madera sola es muy difícil de proporcionar aislamiento térmico como es el caso de la construcción de troncos apilados. En las construcciones con estructura de madera, es el aislamiento colocado entre los montantes lo que realmente proporciona el aislamiento térmico del edificio.
La madera es “subjetivamente caliente” porque su efusividad térmica es baja (Ef = 0,56). Un edificio con estructura de madera se calienta fácilmente. El aire es seco y saludable, gracias a la madera y al aislamiento que se coloca fácilmente entre los montantes del marco. La temperatura de las paredes es cercana a la del aire ambiente, lo que aumenta el confort térmico . Los puentes térmicos son limitados.
Sin embargo, la madera acumula poco calor; su capacidad térmica es media (S = 1500  kJ /( m³). No tiene “inercia térmica”, pero puede asociarse con una masa acumulada (S> 1900  kJ /( m³) ) en el centro del edificio (mampostería, chimenea de piedra o estufa de azulejos, por ejemplo).
En los países fríos, la madera es muy valorada por las cualidades mencionadas anteriormente.
En los países cálidos, es menos agradable que la piedra porque no acumula el frescor de la noche.
La madera es porosa porque está formada por una red de fibras y vasos, orientados longitudinalmente, lo que explica por qué, sea cual sea la especie, tiene mayor conductividad térmica (por lo tanto, menor poder aislante) en la dirección de sus vetas solo en la dirección perpendicular; Los suelos de los adoquines de “madera en pie” son más fríos que los de la misma madera, del mismo espesor, de lamas revestidas o listones de parquet.

## Durabilidad y vida útil
En condiciones adecuadas, la madera proporciona un rendimiento excelente y duradero. Sin embargo, también enfrenta varias amenazas potenciales para la vida útil, incluida la actividad fúngica y el daño por insectos, que se pueden evitar de muchas maneras. La Sección 2304.11 del Código Internacional de Construcción trata la protección contra la descomposición y las termitas. Esta sección proporciona los requisitos para aplicaciones de construcción no residencial, como la madera que se usa sobre el suelo (p. Ej., Para marcos, terrazas, escaleras, etc.), así como otras aplicaciones.
Hay cuatro métodos recomendados para proteger las estructuras con armazón de madera contra los riesgos de durabilidad y, por lo tanto, brindar la máxima vida útil al edificio. Todos requieren un diseño y una construcción adecuados:
- Controlar la humedad mediante técnicas de diseño para evitar la descomposición.
- Proporcionando un control efectivo de termitas y otros insectos.
- Usar materiales duraderos, como especies de madera tratadas a presión o naturalmente duraderas, cuando corresponda
- Proporcionar garantía de calidad durante el diseño y la construcción y durante toda la vida útil del edificio utilizando prácticas de mantenimiento adecuadas.

### Control de humedad
La madera es un material higroscópico, lo que significa que absorbe y libera agua de forma natural para equilibrar su contenido de humedad interna con el entorno circundante. El contenido de humedad de la madera se mide por el peso del agua como porcentaje del peso de la fibra de madera secada al horno. La clave para controlar la descomposición es controlar la humedad. Una vez que se establecen los hongos en descomposición, el contenido mínimo de humedad para que la descomposición se propague es del 22 al 24 por ciento, por lo que los expertos en construcción recomiendan el 19 por ciento como el contenido máximo de humedad segura para la madera sin tratar en servicio. El agua por sí sola no daña la madera, sino que la madera con un alto contenido de humedad constante permite el crecimiento de organismos fúngicos.
El objetivo principal al abordar las cargas de humedad es evitar que el agua ingrese a la envolvente del edificio en primer lugar y equilibrar el contenido de humedad dentro del edificio en sí. El control de la humedad mediante el diseño aceptado y los detalles de construcción es un método simple y práctico para proteger un edificio con estructura de madera contra la descomposición. Para aplicaciones con un alto riesgo de permanecer mojadas, los diseñadores especifican materiales duraderos como especies naturalmente resistentes a la descomposición o madera que ha sido tratada con conservantes . Revestimientos , tejas , placas de umbral y maderas expuestas o vigas de madera laminada son ejemplos de aplicaciones potenciales para la madera tratada.

### Control de termitas y otros insectos
Para los edificios en zonas de termitas, las prácticas de protección básicas abordadas en los códigos de construcción actuales incluyen (pero no se limitan a) las siguientes:
- Clasificar el sitio de construcción lejos de los cimientos para proporcionar un drenaje adecuado
- Cubrir el suelo expuesto en cualquier espacio de arrastre con una película de polietileno de 6 mil y mantener al menos 12 a 18 pulgadas (300 a 460 mm) de espacio libre entre el suelo y la parte inferior de los elementos de la estructura por encima (12 pulgadas a vigas o vigas, 18 pulgadas a vigas o miembros para pisos de tablones)
- Apoyar columnas de postes mediante pilares de hormigón de modo que haya al menos 6 pulgadas (150 mm) de espacio libre entre la madera y la tierra expuesta
- Instalar marcos y revestimientos de madera en las paredes exteriores al menos veinte centímetros por encima de la tierra expuesta; ubicar el revestimiento al menos a seis pulgadas del grado terminado
- Donde sea apropiado, ventilar los espacios de acceso bajo de acuerdo con los códigos de construcción locales.
- Retirar los restos de material de construcción del sitio de trabajo antes de rellenar.
- Si lo permite la regulación local, tratar el suelo alrededor de la base con un termiticida aprobado para brindar protección contra las termitas subterráneas.

### Conservantes

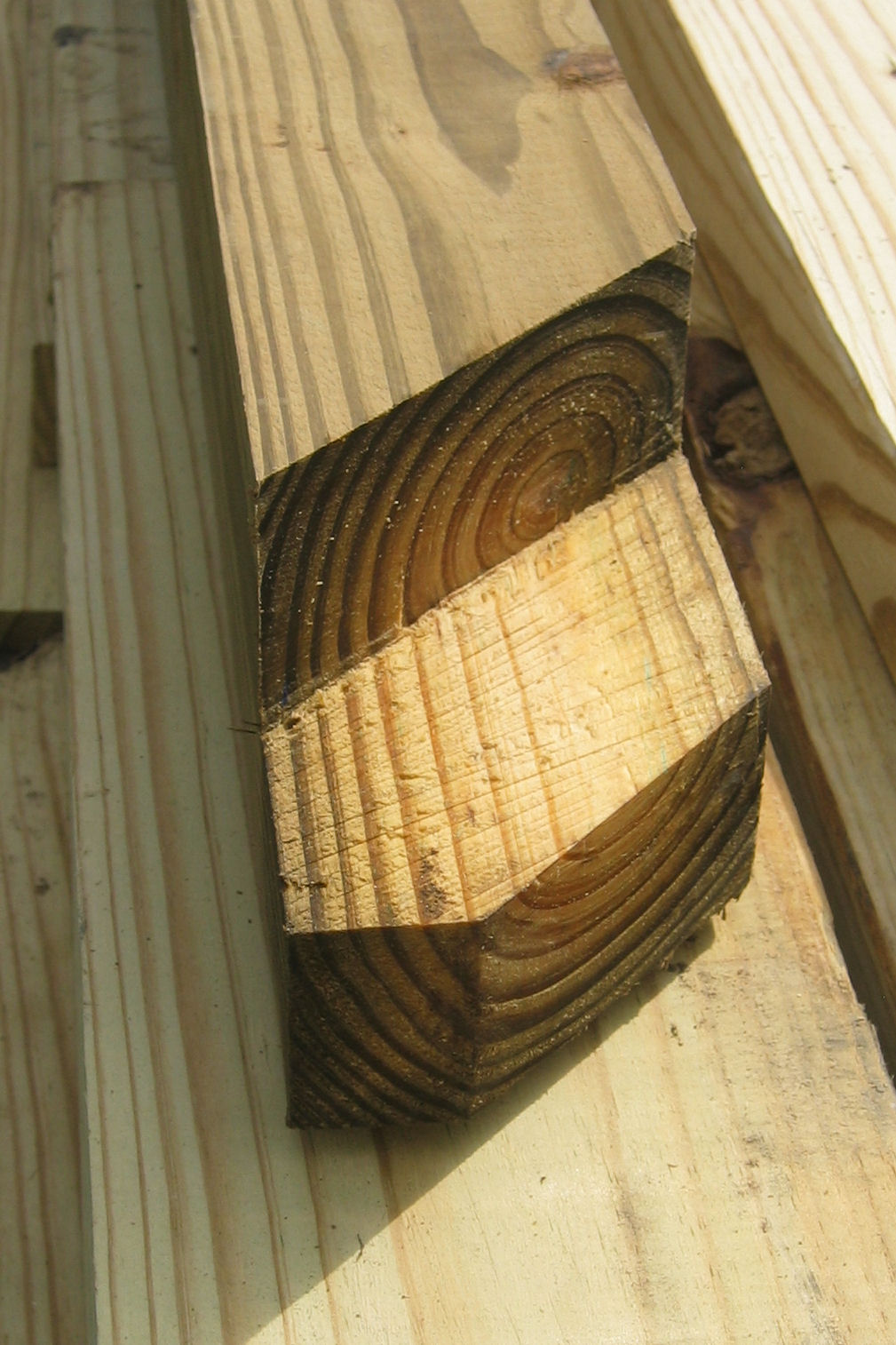
Se usan sujetadores especiales con madera tratada debido a los químicos corrosivos usados en su proceso de conservación.

Para evitar la descomposición y la infestación de termitas, la madera sin tratar se separa del suelo y otras fuentes de humedad. Estas separaciones son requeridas por muchos códigos de construcción y se consideran necesarias para mantener los elementos de madera en estructuras permanentes con un contenido de humedad seguro para la protección contra la descomposición. Cuando no es posible separar la madera de las fuentes de humedad, los diseñadores a menudo confían en la madera tratada con conservantes.
La madera puede tratarse con un conservante que mejora la vida útil en condiciones severas sin alterar sus características básicas. También se puede impregnar a presión con productos químicos retardadores del fuego que mejoran su rendimiento en caso de incendio. Uno de los primeros tratamientos para la "madera ignífuga", que retarda los incendios, fue desarrollado en 1936 por Protexol Corporation, en el que la madera se trata en gran medida con sal.   La madera no se deteriora simplemente porque se moja. Cuando la madera se descompone, es porque un organismo la está comiendo. Los conservantes actúan haciendo que la fuente de alimento no sea comestible para estos organismos. La madera debidamente tratada con conservantes puede tener de 5 a 10 veces más vida útil que la madera sin tratar. La madera preservada se usa con mayor frecuencia para durmientes de ferrocarril, postes de servicios públicos, pilotes marinos, terrazas, cercas y otras aplicaciones al aire libre. Se encuentran disponibles varios métodos de tratamiento y tipos de productos químicos, según los atributos requeridos en la aplicación particular y el nivel de protección necesario.
Hay dos métodos básicos de tratamiento: con y sin presión. Los métodos sin presión son la aplicación de conservantes mediante cepillado, pulverización o inmersión de la pieza a tratar. Se logra una penetración más profunda y completa introduciendo el conservante en las celdas de la madera con presión. Se utilizan varias combinaciones de presión y vacío para forzar niveles adecuados de productos químicos en la madera. Los conservantes de tratamiento a presión consisten en sustancias químicas contenidas en un disolvente. El arseniato de cobre cromado, que una vez fue el conservante de madera más comúnmente utilizado en América del Norte, comenzó a eliminarse de la mayoría de las aplicaciones residenciales en 2004. En su reemplazo se encuentran el quat de cobre amina y el azol de cobre.
Todos los conservantes de madera utilizados en los Estados Unidos y Canadá están registrados y reexaminados regularmente por seguridad por la Agencia de Protección Ambiental de los EE. UU. Y la Agencia Reguladora y de Manejo de Plagas de Health Canada, respectivamente.